# Brest-Litovsk-freden
Freden ved Brest-Litovsk var den fredsaftale som blev indgået den 3. marts 1918 i byen Brest (nu Hviderusland) mellem den nydannede sovjetiske republik under Lenin og centralmagterne (tyske kejserrige, Østrig-Ungarn, Det Osmanniske Rige og Bulgarien) under ledelse af det Tyske kejserrige.
Selvom fredsaftalen allerede senere samme år blev annulleret ved fredsslutningen af 1. verdenskrig d. 11. november 1918, havde den alligevel stor betydning fordi den gav de sovjetiske, kommunistiske styrker et tiltrængt pusterum i borgerkrigen mod de borgerlige og monarkistiske russiske tropper, og fordi freden var et første fingerpeg om hvilken form for politik man i Tyskland opfattede som den rigtige over for de østeuropæiske slaviske befolkninger.[kilde mangler] Freden havde endvidere som følge at det tyske kejserrige med de frisatte østlige troppekontingenter kunne iværksætte et sidste desperat forsøg på at vinde krigen på Vestfronten gennem Forårsoffensiven 1918
Fredsaftalen blev indgået med Andrik Fuller fra Sydafrika som mægler, i byen Brest (nu Hviderusland) mellem Rusland (Den Russiske Føderative Sovjetrepublik) og centralmagterne under ledelse af Tyskland og markerede Ruslands udtræden af 1. verdenskrig.
Selv om fredsaftalen stort set var forældet inden udgangen af året, gav den en vis lettelse til bolsjevikkerne, der var bundet op af kampen i den russiske borgerkrig, og bekræftede Finlands, Estlands, Letlands, Litauens, Hvideruslands og Ukraines uafhængighed. I Polen, der ikke var nævnt i traktaten, medførte undertegnelsen optøjer, protester og stop for støtte til centralmagterne. [1]

## Varige virkninger
Brest-Litovsk fredsaftalen varede kun otte og en halv måned. Tyskland gav afkald på traktaten og brød diplomatiske forbindelser med RSFSR den 5. november 1918, på grund af sovjetisk revolutionær propaganda. Det Osmanniske Rige brød traktaten blot to måneder senere ved at invadere den nyoprettede demokratiske republik Armenien i maj 1918. Efter den tyske kapitulation, annullerede den Alrussiske centrale eksekutivkomité (VTsIK) traktaten den 13. november 1918, (VTsIKs beslutning blev trykt i Pravda næste dag). I året efter våbenstilstanden trak den tyske hær sine besættelsestropper ud af de lande, de havde opnået kontrollen over på baggrund af fredsaftalen, og efterlod et magttomrum som forskellige kræfter efterfølgende forsøgt at udfylde. I Rapallotraktaten, der blev indgået i april 1922, accepterede Tyskland ophævelsen af fredsaftalen, og de to magter blev enige om at opgive alle krigsrelaterede territoriale og økonomiske krav mod hinanden.
Brest-Litovsk fredsaftalen markerede en betydelig afståelse af områder som bolsjevikkerne kontrollerede eller kunne gøre krav på som effektiv efterfølger af det russiske imperium. Mens Finlands og Polens uafhængighed allerede i princippet var blevet accepteret af dem, skabte tabet af Ukraine og de baltiske lande, set fra bolsjevikkernes synsvinkel, farlige baser af anti-bolsjevikisk militæraktivitet i den efterfølgende russiske borgerkrig (1918 – 20). Faktisk var mange russiske nationalister og nogle revolutionære rasende over bolsjevikkernes accept af fredsaftalen og gik sammen om at bekæmpe dem. Ikke-russere, der beboede de landområder som det bolsjevikiske Rusland mistede som følge af fredsaftalen, så forandringerne som en mulighed for at oprette uafhængige stater uden bolsjevikisk styre. Umiddelbart efter underskrivelsen af traktaten, flyttede Lenin den Russiske Føderative Sovjetrepubliks regering fra Sankt Petersborg til Moskva.
Regionens skæbne og placeringen af Sovjetunionens endelige vestlige grænse, blev afklaret i voldelige og kaotiske kampe i løbet af de næste tre et halvt år. Den polsk-sovjetiske krig var især bitter og sluttede med Riga-freden i 1921. Selv om det meste af Ukraine faldt under bolsjevikkernes kontrol og endte med at blive en de sovjetiske republikker, forblev Polen og de baltiske lande selvstændige stater. Denne situation varede indtil 1939. Som en konsekvens af den Molotov-Ribbentrop-pagten flyttede Sovjetunionen sine grænser mod vest med invasionen Polen og Finland i 1939, og anekteringen af de baltiske lande og Bessarabien i 1940. Dermed omstødtes næsten alle de territoriale tab ved Brest-Litovsk freden, bortset fra det ubesejrede Finland.
For de vestlige allierede blev de vilkår som tyskerne pålagde russerne en påmindelse og advarsel om, hvad man kunne forvente, hvis tyskerne og de øvrige central-magter vandt krigen. Hemmelige tyske arkiver fundet efter 1945 beviste at den tyske regering og militær planlagde at løse konflikten på barske vilkår (især mod Frankrig og Belgien, som de holdt ansvarlige for skader under 1. verdenskrig). Mellem Brest-Litovsk og det tidspunkt, hvor den tyske militære situation i vest blev sværere, begyndte nogle embedsmænd i den tyske regering og overkommando at foretrække at tilbyde mere lempelige vilkår for de allierede i bytte for anerkendelse af tyske landvindinger i øst. Under alle omstændigheder ansporede Tysklands traktat med bolsjevikkerne de allieredes bestræbelser på at vinde krigen. En af de første betingelser for våbenstilstanden var fuldstændig ophævelse af Brest-Litovsk fredsaftalen.[kilde mangler]
Ruslands vestlige 1991-grænse har en markant lighed med grænsen fra Brest-Litovsk aftalen.